# Sörtéscickányok
A sörtéscickányok (Chimarrogale) az emlősök (Mammalia) osztályának Eulipotyphla rendjébe, ezen belül a cickányfélék (Soricidae) családjába és a vörösfogú cickányok (Soricinae) alcsaládjába tartozó nem.

## Előfordulásuk
A sörtéscickányok előfordulási területe Délkelet-Ázsia, Szumátra, Borneó és Japán nagyobb szigetei, Hokkaidót kivéve.

## Rendszerezés
A nembe az alábbi 6 élő faj tartozik:
- maláj sörtéscickány (Chimarrogale hantu) Harrison, 1958
- himalájai sörtéscicikány (Chimarrogale himalayica) (Gray, 1842) - típusfaj
- borneói sörtéscickány (Chimarrogale phaeura) Thomas, 1898
- laposfejű sörtéscickány (Chimarrogale platycephalus) Temminck, 1842
- Stayn-sörtéscickány (Chimarrogale styani) de Winton, 1899
- szumátrai sörtéscickány (Chimarrogale sumatrana) (Thomas, 1921)